# ディヴォーション (制作プロダクション)
株式会社ディヴォーション（英：Devotion）は、大阪府大阪市北区に本社を置く、テレビ・ラジオ番組・広告の制作などを行うプロダクションである。本項では、関連会社のディヴォーションアーティストについても記述していく。

## 会社概要

### 所在地
- 大阪オフィス - 〒530-0044 大阪市区東天満1-12-13　ＩＡＧ天満ビル7F
- 東京オフィス - 〒107-0061 東京都港区北青山3-6-18　共同ビル青山3F

### 役員
- 代表取締役 - 葭範夫
- 取締役 - 奥川拓二（大阪統括担当）、内田真介（東京統括担当）、中尾俊広（営業部）、小島吉弘（営業部）
- 監査役 - 矢野巌

## 主な制作作品

### テレビ

#### 現在
MBS毎日放送
- 痛快!明石家電視台

ABC朝日放送
- THAT'S ENKA TAINMENT〜ちょっと唄っていいかしら?〜

関西テレビ
- お笑いワイドショー マルコポロリ!
- 関ジャニ∞のジャニ勉
- 冒険チュートリアル
- R-1ぐらんぷり
- キキミミ!

テレビ大阪
- アイドルスナイパー
- FALAMO

NHK
- あほやねん!すきやねん!

#### 過去
MBS毎日放送
- MUSIC EDGE + Osaka Style
- GET!シリーズ
  - GET01
  - エンタメニュースショーGET
- ベリータ
- サウンドギャング
- カラフルJAM
- ジャイケルマクソン

ABC朝日放送
- らぶどん
- ミューパラ特区
- MUSIC FILE
- ハミ出す才能教育バラエティ!! 小籔★スターリオン

関西テレビ
- 彼女の部屋
- 新・恐怖の百物語
- Wスポット
- ナンボDEなんぼ
- おじょママ!F
- チュートリアルのチューして!
- プレシネ
- タカトシラベ

読売テレビ
- あさリラ!

テレビ大阪
- 大画面TV
- 無責任アワーイタイ
- ココほれ!ワンワン
- 満点!しあわせテレビ
- 満点!アイ
- ゲッパニ!
- CHACKTTE!
- GA-tuuun!
- ナニワの11男4女17人大家族
- ミニモト4H耐久レース

### ラジオ

#### 現在
Kiss-FM KOBE
- Kiss MUSIC PRESENTER
- kankiss.jp〜関西にキッスしよ!〜
- PUMP IT UP! From 城下町すたじお
- PUMP IT UP! FRIDAY

FM COCOLO
- COCOLO HITS 40
- RADIO CITY
- D&D

#### 過去
Kiss-FM KOBE
- Clubation

## ディ ミックスエンターテイメント
株式会社ディ ミックスエンターテイメント（英社名：D-Mix Entertainment）は、株式会社ディヴォーション傘下の芸能事務所である。旧社名は株式会社ディヴォーションアーティストから改称。

### 所属タレント
- 山井綱雄（能楽師）
- 川素広海&川素深海（タレント）
- 新井淑子（ビューティプランナー）

業務提携
　･　原田真二

### 以前所属したタレント
- 川上麻衣子（業務提携）